# Mirko Klinar
Mirko Klinar (1944) è un ex sciatore alpino sloveno che gareggiò per la nazionale jugoslava.

## Biografia
Specialista delle prove tecniche, Klinar debuttò in campo internazionale in occasione della Coppa Vitranc 1964, il 1º marzo a Kranjska Gora in slalom speciale (26º) e in carriera disputò alcune gare del medesimo trofeo valide anche per la Coppa del Mondo (la prima il 1º marzo 1968 in slalom speciale, l'ultima il 20 gennaio 1970 in slalom gigante), senza portarle a termine; l'ultimo risultato della sua carriera fu la medaglia d'oro vinta nello slalom gigante ai Campionati jugoslavi 1970. Non prese parte a rassegne olimpiche o iridate.

## Palmarès

### Campionati jugoslavi
- 3 ori (slalom gigante nel 1965; slalom gigante nel 1966; slalom gigante nel 1970)[1]